# Yana Sízikova
Yana Sízikova (en ruso, Яна Сизикова; nació el 12 de noviembre de 1994) es una tenista profesional rusa que ha centrado su carrera en la modalidad de dobles.
Sízikova hizo su debut en el cuadro principal de la WTA en el torneo de San Petersburgo en 2018 en el cuadro de dobles, junto con Dayana Yastremska. En julio de 2019, ganó su primer título WTA en la modalidad de dobles en Lausana.

## Títulos WTA (6; 0+6)

### Dobles (6)
| Leyenda                                |
| Grand Slam (0)                         |
| Juegos Olímpicos (0)                   |
| WTA Finals (0)                         |
| P. Mandatory & Premier 5, WTA 1000 (0) |
| Premier, WTA 500 (0)                   |
| International, WTA 250 (6)             |

| N.º | Fecha               | Torneo  | Superficie    | Pareja               | Oponentes en la final                     | Resultado        |
| --- | ------------------- | ------- | ------------- | -------------------- | ----------------------------------------- | ---------------- |
| 1.  | 21 de julio de 2019 | Lausana | Tierra batida | Anastasia Potapova   | Monique Adamczak Xinyun Han               | 6-2, 6-4         |
| 2.  | 31 de julio de 2022 | Praga   | Dura          | Anastasia Potapova   | Angelina Gabueva Anastasia Zakharova      | 6-3, 6-4         |
| 3.  | 26 de mayo de 2023  | Rabat   | Tierra batida | Sabrina Santamaria   | Lidziya Marozava Ingrid Gamarra Martins   | 3-6, 6-1, [10-8] |
| 4.  | 23 de julio de 2023 | Palermo | Tierra batida | Kimberley Zimmermann | Angelica Moratelli Camilla Rosatello      | 6-2, 6-4         |
| 5.  | 24 de mayo de 2024  | Rabat   | Tierra batida | Irina Khromacheva    | Anna Danilina Xu Yifan                    | 6-3, 6-2         |
| 6.  | 20 de julio de 2024 | Palermo | Tierra batida | Alexandra Panova     | Yvonne Cavallé Reimers Aurora Zantedeschi | 4-6, 6-3, [10-5] |

#### Finalista (3)
| N.º | Fecha                 | Torneo      | Superficie    | Pareja            | Oponentes en la final                 | Resultado        |
| --- | --------------------- | ----------- | ------------- | ----------------- | ------------------------------------- | ---------------- |
| 1.  | 6 de marzo de 2022    | Monterrey   | Dura          | Han Xinyun        | Catherine Harrison Sabrina Santamaria | 6-1, 5-7, [6-10] |
| 2.  | 16 de octubre de 2022 | Cluj-Napoca | Dura (i)      | Kamilla Rakhimova | Kirsten Flipkens Laura Siegemund      | 3-6, 5-7         |
| 3.  | 26 de julio de 2024   | Iasi        | Tierra batida | Alexandra Panova  | Anna Danilina Irina Khromacheva       | 4-6, 2-6         |

## Títulos WTA 125s

### Dobles (1–1)
| Resultado | Fecha                   | Torneos   | Superficie    | Pareja              | Oponentes                    | Resultado        |
| --------- | ----------------------- | --------- | ------------- | ------------------- | ---------------------------- | ---------------- |
| Finalista | 15 de mayo de 2022      | Karlsruhe | Tierra batida | Alison Van Uytvanck | Mayar Sherif Panna Udvardy   | 7-5, 4-6, [2-10] |
| Campeona  | 13 de noviembre de 2022 | Colina    | Tierra batida | Aldila Sutjiadi     | Mayar Sherif Tamara Zidanšek | 6-1, 3-6, [10-7] |